# Isla Pelícanos
Isla Pelícanos  är en ö i Mexiko. Den ligger i lagunen Laguna San Ignacio och tillhör kommunen Mulegé i delstaten Baja California Sur, i den västra delen av landet. Arean är 1,65 kvadratkilometer. Djupet i lagunen vid området kring ön är i snitt ungefär 5 meter och är en utmärkt plats för gråvalar att fortplanta sig. Strax norr om Isla Pelícanos ligger en mindre ö, Isla Garza.